# Museo Estación Peñarol

El Museo Estación Peñarol es un museo de la ciudad de Montevideo dedicado a la historia del ferrocarril y del barrio Peñarol. El mismo, se encuentra ubicado en el interior de la estación de ferrocarril del histórico barrio Peñarol. Se trata de un museo vivo ya que la estación sigue en funcionamiento.

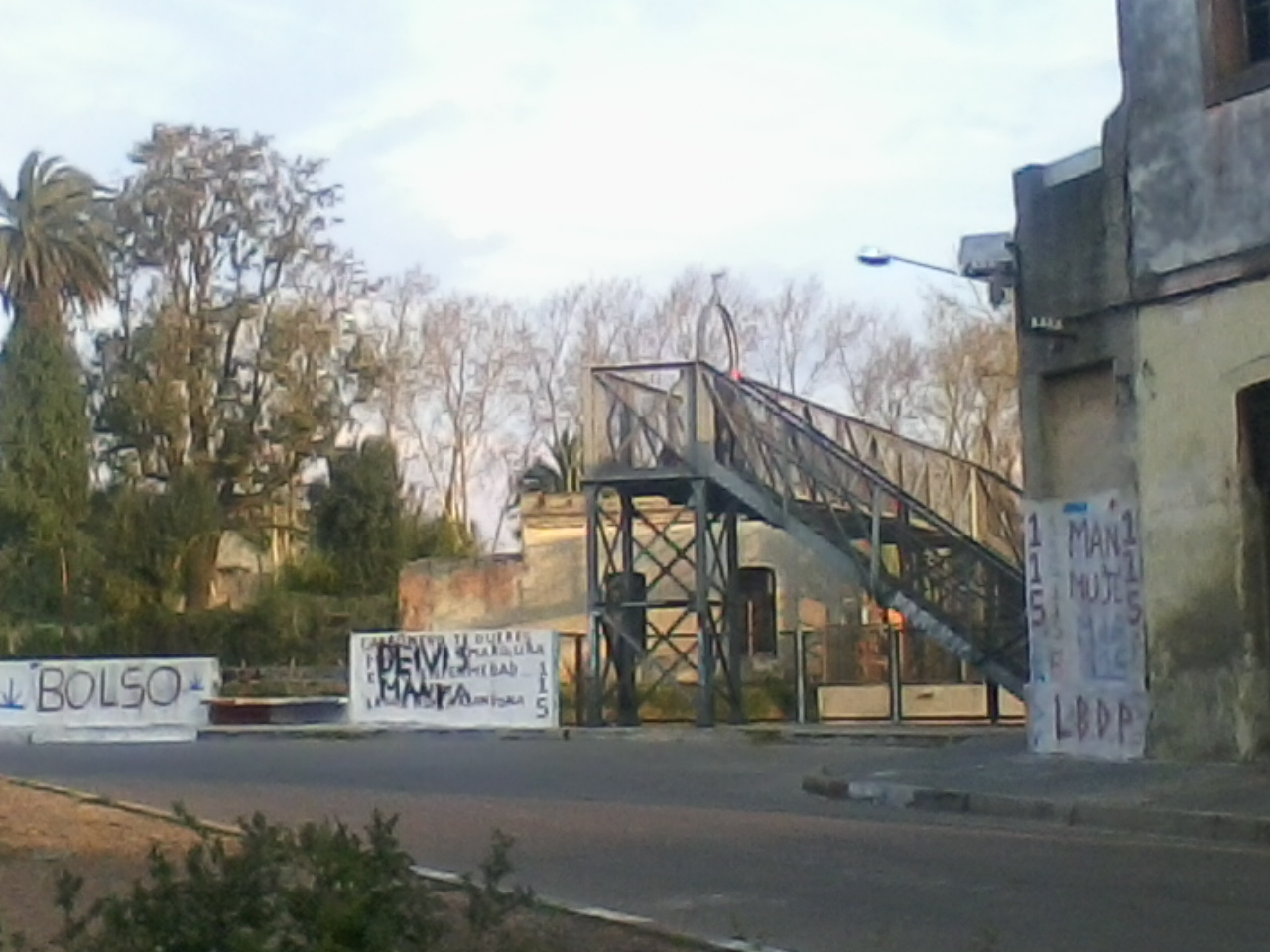

## Historia
La estación fue creada con motivo del traslado de los talleres principales de la empresa Central Uruguay Railway desde Bella Vista hacia la Villa Peñarol, comenzando así la urbanización. Desde la inauguración de la estación hasta la década del 30, Peñarol vivió como un pueblo, ya que lo separaba una gran distancia deshabitada del núcleo que se denominaba Montevideo. A medida que el departamento continuó su urbanización, terminó por integrarse a Montevideo, transformándose en Barrio. 
Entre los años 1890 y 1907 se construyeron las bases del pueblo ferroviario, edificaciones como la estación de trenes, los talleres, las casas para obreros, las casas para el personal de jerarquía e intermedio, el puente peatonal, la Trading, el Centro Artesano y la sala de teatro y cine, estos edificios declarados como Monumentos Nacionales desde 1975 y desde el año 2011 como Bien de Interés Departamental por la Junta Departamental de Montevideo. En diciembre del 2009, la Intendencia de Montevideo, en acuerdo con AFE, recuperó los casi 6000 m cuadrados de plaza y el edificio de la estación. 
El museo abrió al público en el año 2010 para preservar y exponer objetos y documentos de una estación de trenes del siglo XIX, como consecuencia de una iniciativa compartida por la Intendencia de Montevideo y la Sociedad de Amigos del Barrio Peñarol; una institución civil que tiene por finalidad la puesta en valor de los Monumentos Nacionales de la zona. A partir del año 2018 el Círculo de Estudios Ferroviarios del Uruguay con la autorización de la Intendencia de Montevideo se hace cargo del Museo revitalizándolo completamente. Su acervo se vio incrementado notoriamente con piezas de todo tipo que 
estuvieron en exhibición en el Museo que el CEFU tuvo en la Estación Central entre 1992 y 2003. Se destacan faroles originale, placas de locomotoras, material fotográfico original de la construcción de la Estación Central, la piqueta utilizada por Julio Herrera y Obes en la colocación de la piedra fundamental, réplicas de locomotoras, vagones y coches motores, señales antiguas en funcionamiento, maqueta de ferromodelismo.
El primer recorrido en Uruguay, se realizó entre la estación Bella Vista (actualmente Estación Carnelli) y Las Piedras, en 1869. La empresa de capitales nacionales y privados, se denominaba Ferro Carril Central del Uruguay  (F.C.C.U.) la cual fue liderada por Senén Rodríguez. Diez años más tarde se vendió a accionistas ingleses, manteniéndose el nombre conjuntamente con la incorporación de su traducción, Central Uruguay Railway (C.U.R.). En 1949 se produjo la estatización y en 1952 se creó la Administración de Ferrocarriles del Estado.

## Acervo
El museo cuenta con material patrimonial de la época de los ingleses y de la estación de trenes del siglo XIX, en sus habitaciones originales, oficina y sala de espera. Entre ellos se encuentran telégrafos, teléfonos, taquilla de boletos, fechadores, memoriales de los empleados de la empresa ferroviaria que participaron en la primera y la Segunda Guerra Mundial, así como un documental, entre otros.

## Ubicación
Se encuentra en el barrio Peñarol, ubicado en Montevideo Uruguay. El casco histórico del barrio tiene méritos para ser considerado Patrimonio Nacional y Mundial por la UNESCO. Se trata de un enclave industrial ferroviario único en América Latina, y se compone de la estación, las casas de los jefes, el puente peatonal, las casas de los obreros, el taller, el Centro Artesano, la sala de teatro y cine, la casa del médico, instalaciones de recreación y el “misterioso trompo”, ubicados en un circuito de siete cuadras. La estación cuenta con una superficie de 240 m², constituyendo el centro del barrio, implantado sobre el bulevar Aparicio Saravia y las calles Shakespeare, Coronel Raíz, y la vía férrea. Enclavada en la plaza de la Estación, de más de media manzana remozada en diciembre del año 2009, incluye algunos detalles únicos en Montevideo, como un deck o entablado de curupay de 3 por 66 m, que evoca el viejo andén de un tren local llamado la Combinación. Los bancos están construidos con durmientes, rieles y hormigón. El lugar cuenta con un espacio de árboles autóctonos, la antigua fuente de los ingleses, juegos y otros atractivos. La obra de recuperación de la plaza fue seleccionada como una de las ocho mejores realizaciones de la arquitectura uruguaya en el período 2008-2009.

## Educación
La Inspección de Historia del Consejo de Educación Secundaria promoverá la visita de estudiantes al Museo de la Estación Peñarol, como parte del aprendizaje sobre el desarrollo industrial y ferroviario.

## Actividades
Los paseos en tren constituyen una experiencia patrimonial que comienza con una locomotora a vapor de 103 años de antigüedad y dos vagones históricos restaurados. Este tren parte de la nueva Estación central y arriba a la Estación Peñarol. En el lugar se realiza una visita guiada a través del circuito: museo, talleres, viviendas del personal de jerarquía y de los obreros, puente peatonal, teatro, todas construcciones realizadas por los ingleses del ferrocarril en 1891 que componen un total de 33 mil metros cuadrados. 
La locomotora a vapor a Peñarol es un museo vivo, donde se vivencia la revolución industrial, local, nacional e internacional. La duración total del paseo es de dos horas y media.